# Ruta 153 (Costa Rica)
La Ruta 153, oficialmente Ruta Nacional Secundaria 153, es una ruta nacional de Costa Rica ubicada en la provincia de Alajuela.

## Descripción
Es la principal ruta de acceso a Alajuela desde la Ruta 1.
En la provincia de Alajuela, la ruta atraviesa el cantón de Alajuela (los distritos de Alajuela, Río Segundo).